# 畠山潤子
畠山 潤子（はたけやま じゅんこ、1981年3月26日 - ）は、日本の読者モデル、実業家、プロデューサー。

## 略歴
山梨県出身。不二聖心女子学院中学校・高等学校、日本女子大学文学部日本文学科卒業。2003年日本女子大学ミス・コンテストのファイナリスト（準ミス）。
大学を卒業後、キャラクターグッズの企画販売を行う企業に就職したが、別企業の薦めで東京ガールズコレクションのファッションディレクターを務める。
後に独立。2007年に株式会社sweet laboratoryを設立し、同社の代表取締役となる。この他に株式会社Cattyの代表取締役とpetite chambre de Uのプロデューサーを務め、『ファッション販売』（商業界）の巻頭で連載を担当。
2007年12月25日に入籍し、2008年8月2日に披露宴を挙げた。2009年7月15日に男児を出産し、一児の母となる。
2016年春に離婚し、2017年3月に医師と再婚。その間に株式会社dazzyにてブランドプロデューサーに就任するも、早期退職する。